# 31824 Elatus

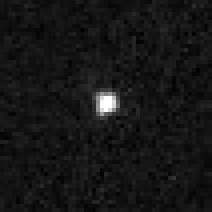
31824 Elatus

31824 Elatus eller 1999 UG5 är en centaur, en småplanet, som korsar Saturnus omloppsbana. Den upptäcktes 29 oktober 1999 av Catalina Sky Survey vid Catalina Station. Elatus har fått sitt namn efter en kentaur inom grekisk mytologi som blev dödad i striden med Herakles.
På grund av gravitationen från gasjättarna så är centaurernas omloppsbanor instabila. Elatus riskerar därför att på sikt kastas ur sin omloppsbana eller krocka med någon stor planet. Den beräknade halva livslängden för Elatus nuvarande omloppsbana är 740 000 år.